# 材料可靠性鉴别
材料可靠性鉴别，主要针对金属合金的分析，以确定组成元素含量的百分比。传统的材料可靠性鉴别的方法包括X射线荧光和发射光谱分析等。